# Hymenoscyphus imberbis
Hymenoscyphus imberbis är en svampart som först beskrevs av Pierre Bulliard (v. 1742–1793), och fick sitt nu gällande namn av Dennis 1964. Hymenoscyphus imberbis ingår i släktet Hymenoscyphus och familjen Helotiaceae.  Arten är reproducerande i Sverige. Inga underarter finns listade i Catalogue of Life.